# Milton (Iowa)
Pour les articles homonymes, voir Milton.
Milton est une ville du comté de Van Buren, en Iowa, aux États-Unis. Elle est incorporée le 20 mai 1878. 

## Source de la traduction
- (en) Cet article est partiellement ou en totalité issu de l’article de Wikipédia en anglais intitulé « Milton, Iowa » (voir la liste des auteurs).